# Gisela von Wysocki
Gisela von Wysocki (Berlín, 1940) es una escritora alemana, que destaca especialmente como ensayista y dramaturga.

## Biografía
Su padre fue Georg von Wysocki, jefe de producción en distintas discográficas. Estudió musicología y piano en Berlín, donde se ocupaba sobre todo de composiciones de Serguéi Prokófiev, Claude Debussy y Alban Berg. Después de licenciarse en filosofía (fue alumna de Theodor Adorno) en Fráncfort del Meno, se doctoró con una tesis sobre el poeta vienés Peter Altenberg. Empezó a escribir ensayos y más tarde empezó con crítica literaria, piezas teatrales y radioteatro. También impartió clase de teoría teatral en las universidades de Gießen y Berlín.
Reside en Berlín. Es hermana del compositor Harald Banter.

## Reconocimientos
- Premio teatral de la Verlag der Autoren (1986)
- Hörspielpreis de la Deutschen Akademie der Darstellenden Künste (1992 y 1993)
- Premio Roswitha (1996)
- Düsseldorfer Literaturpreis (2011)
- Premio Heinrich Mann (2017)

## Obra

### Libros
- Peter Altenberg. Bilder und Geschichten des befreiten Lebens (1979)
- La Lanterna magica. Ombre, immagine, figure di donne (1979)
- Die Fröste der Freiheit Aufbruchsphantasien (1981)
- Avantguardia. Essay über Marieluise Fleißer (1981)
- Weiblichkeit und Modernität. Über Virginia Woolf (1982)
- Auf Schwarzmärkten (1983)
- Fremde Bühnen. Mitteilungen über das menschliche Gesicht (1995)
- Wir machen Musik. Geschichte einer Suggestion (2010)
- Wiesengrund (2016)

### Piezas radiofónicas
- Das Menschenmuseum (1988)
- Yokohama (1989)
- Der Erdbebenforscher (1992)
- Schauspieler Tänzer Sängerin (1993)
- Wildnis Leben (1994)
- Noch nie war die Sonne so nah (1994)
- Stein und Riesenrad (1995)
- Der Bildersammler (1997)
- Zwei Wochen Wien (1999)
- Tragende Wände (2000)
- Ich nehme ein Blau. Ich nehme ein Gelb. Akustisches Szenario über Charlotte Salomon (2002)
- Labor und Fata Morgana. Die maßlose menschliche Stimme (2005)
- Und nirgends eine Erde (2005)
- Wir machen Musik. Die Geschichte einer Suggestion (2006)

### Teatro
- Auf der Höhe der Tiefebene (1988)
- Schauspieler Tänzer Sängerin (1989)
- Der Erdbebenforscher (1991)
- Sehenswerte Untergänge (1996)
- Abendlandleben (1999)
- Fremde Bühnen (2000)
- Der hingestreckte Sommer (2001)